# FMK MAGICAL FRIDAY
『FMK MAGICAL FRIDAY』（エフエムケイ マジカルフライデー）は、2007年4月6日から2010年3月26日までエフエム熊本（FMK）で毎週金曜の8:20 - 10:35（日本標準時）に放送されていたラジオ番組。
相越久枝がパーソナリティを務めていた金曜朝のワイド番組。
この番組でリポーターを務めていた中華首藤は、緒方仁深がパーソナリティを務める後継番組『FMK charmy2』にも引き続き出演していた。